# Chiesa di San Ruffino (Mongiardino Ligure)
La chiesa di San Ruffino, nota anche come chiesa di San Rufino o chiesa di Canarie, è una chiesa che si trova in val Gordanella a 825 metri d'altezza, parte della val Borbera non lontana da Cerendero e da Canarie, frazioni di Mongiardino Ligure in Piemonte.
Nel 2011 la soprintendenza l'ha posta fra i beni di comprovato pregio e valore artistico, sottoposti a tutela ai sensi del codice dei beni culturali e del paesaggio.
Il campanile conserva ancora intatte e al loro posto le quattro storiche campane in bronzo del XIX secolo, sopravvissute alle spoliazioni e anche ai due conflitti mondiali, la più antica delle quali risalente al 1839 e la più recente al 1892.

## Storia
Citata in un documento ecclesiastico risalente al 25 novembre 1248, fu parrocchia indipendente fino al 1475, quando, per rinuncia del rettore della chiesa, gli Spinola, feudatari della zona, la incorporarono alla parrocchia di Mongiardino Ligure. Nel 1647 tornò a essere parrocchia indipendente per volontà del vescovo di Genova Stefano Durazzo e fu assegnata al prete tortonese Tomaso Morando che accettò l'incarico. Sul finire del XVII secolo l'edificio subì alcuni danni causati da un movimento franoso e iniziò ad essere sottoposta ciclicamente a lavori di restauro.
Poiché le ristrutturazioni si susseguivano, nel 1890 fu chiamato l'architetto genovese Luigi Balbi con l'obiettivo di demolire e ricostruire l'edificio religioso. La cittadinanza volle ricostruire la chiesa nel punto in cui si trovava quello precedente, e contribuì con uno straordinario sforzo economico e di manovalanza. La cifra pattuita per la costruzione era di 5900 lire, esclusa la costruzione della facciata, la demolizione e le nuove fondamenta, cosicché le spese di preventivo raggiunsero le 14 000 lire. La prima pietra fu posata il 26 giugno 1898 e quella del campanile il 15 luglio 1901, a questo punto le spese avevano già raggiunto le 59 000 lire, escludendo che la calce che era stata preparata e fornita gratuitamente dalla popolazione di Cerendero.
I lavori cominciarono sotto la supervisione del parroco Agostino Tambutto, e si svolsero in tempi brevissimi: già il 17 luglio del 1904, infatti, la chiesa fu consacrata dal vescovo di Genova Edoardo Pulciano. Nel 1915 venne completato il campanile, nel 1929 furono decorati gli interni dal pittore torinese Francesco Ponsetti che ricevette un compenso di 30 000 lire, nel 1936 venne completata la pavimentazione e nel 1945 venne costruito il pulpito, dopo che i lavori si erano fermati dal 1940 al 1945 a causa della seconda guerra mondiale.
Nel 1947, dato che apparivano crepe sempre più larghe nella chiesa, fu chiamato l'ingegnere Maurizio Bruzzo, ma quelli erano i primi sintomi di un decadimento inesorabile. La chiesa rimase accessibile fino al 1979, quando venne chiusa al pubblico e non più utilizzata.
Nel 2008 una petizione del comitato Amici della Chiesa di Cerendero ha portato alla raccolta di circa 4.000 firme per salvare la chiesa. Nello stesso anno l'edificio si è classificato ottavo nella lista dei Luoghi del cuore del Fondo per l'Ambiente Italiano, con 4048 voti..
Il 18 febbraio 2009 si è svolto un incontro tecnico nella chiesa di Santa Maria della Cella a Genova Sampierdarena con progetti e interventi di recupero. A marzo è stata effettuata l'indagine geologica, che ha confermato la fattibilità di una complessiva messa in sicurezza dei manufatti. Su richiesta del sindaco di Mongiardino Ligure, quindi, l'area è stata recintata dalla forestale della Regione Piemonte, propedeuticamente all'inizio dei lavori.
Il 21 agosto 2009 il cardinale di Genova Angelo Bagnasco, in visita pastorale, ha effettuato un sopralluogo presso la chiesa.
A fine 2012 la Fondazione CRT ha effettuato un primo stanziamento di 15.000 euro, grazie ai quali nel novembre 2013 è stato possibile acquistare e installare i ponteggi per iniziare gli interventi di ristrutturazione. A luglio 2013 è stato indetto un secondo stanziamento da parte di Fondazione Carige, dedicato alla messa in sicurezza della canonica e delle opere parrocchiali.
Negli anni successivi, tuttavia, gli importanti lavori di riqualificazione progettati, stimati attorno ai 400.000 euro, sono rimasti in attesa, e l'edificio permane in condizione di incuria.

## Galleria d'immagini
|  |  |  |